# Kardinal-Nagl-Platz
Kardinal-Nagl-Platz – jedna ze stacji metra w Wiedniu na Linia U3. Została otwarta 6 kwietnia 1991. 
Znajduje się w 3. dzielnicy Wiednia, Landstraße. Nazwa stacji nawiązuje do placu, nazwanego na cześć kardynała Franza Xaviera Nagla, pełniącego w latach 1911-193 funkcję arcybiskupa Wiednia.